# El dios de barro
El dios de barro é uma telenovela mexicana, produzida pela Televisa e exibida em 1970 pelo El Canal de las Estrellas.

## Elenco
- Rosario Granados
- Raúl Ramírez
- Adriana Roel
- Héctor Andremar
- Carlos Ancira